# ایووراوالا
ایووراوالا (به لاتین: Ivurawala) یک منطقهٔ مسکونی در سری‌لانکا است که در استان مرکزی (سری‌لانکا) واقع شده‌است.